# Lokve (Chorwacja)
Lokve – wieś w Chorwacji, w żupanii primorsko-gorskiej, w gminie Lokve. W 2011 roku liczyła 584 mieszkańców.